# Inscripción de Deir Alla
La Inscripción de Deir Alla son un grupo de inscripciones en aramea descubiertas en el yacimiento arqueológico de Deir Alla, en Jordania, en el valle del Jordán. Fueron descubiertas en 1967 por un equipo holandés y se conservan en el Museo Arqueológico de Jordania. Estas inscripciones mencionan las visiones de un personaje llamado Balaam que también es conocido en la Biblia hebrea, especialmente en el Libro de los Números (Números 22-24).

## Contexto arqueológico y datación
El emplazamiento de Deir Alla («Monasterio Alto») estuvo ocupado por un gran santuario desde la Edad del Bronce Medio hasta la Edad del Hierro. Está aislada y no está unida a ningún pueblo. El lugar se identifica a menudo con el sitio de Sucot mencionado en la Biblia hebrea. En el Talmud de Jerusalén, Sucot se denomina Tarʿala, de la que Deir Alla puede ser una deformación. Se desconoce el propósito del edificio en el que se encontró la inscripción. Según G. van der Kooij, no hay motivos para que cumpla una función de culto, y la parte de la ciudad donde se encuentra es residencial y económica. Según Roland Deines, la opinión popular de que el edificio es un templo resulta de la suposición preconcebida de que eran los templos los lugares donde se conservaban los textos proféticos.
En el momento de su descubrimiento, la inscripción se databa en el periodo persa, pero ahora hay consenso para fecharla en la Edad del Hierro II. Pertenece a la fase IX del yacimiento, que fue destruido alrededor del año 800 a. C., por un terremoto. Puede tratarse del terremoto mencionado en el libro de Amós (Amós 1:1). La inscripción está escrita en tinta negra y a veces roja. Su lenguaje, escritura y lectura son objeto de discusiones. Su escritura se considera generalmente aramea, aunque también se ha sugerido que es amonita. Su lengua es el arameo antiguo o un lenguas cananeas|dialecto cananeo. El texto estaba escrito sobre un muro o en una estela. No se encontró en su sitio, sino en forma de escombros esparcidos por el suelo. Los arqueólogos volvieron a ensamblar los pequeños trozos de yeso. Se pudieron identificar dos grupos de fragmentos.

## Texto
El grupo numerado I comienza con un título escrito en tinta roja: «Texto de [Ba]laam [hijo de Be]or que vio a los dioses». Este pasaje cuenta la historia de la visión de Balaam: Durante la noche, Balaam recibe una visión. Al día siguiente, llora y se lamenta antes de explicar su visión al pueblo: el consejo de los dioses ha pedido a una «diosa» que extienda la oscuridad sobre la tierra. La causa de esta decisión —o su consecuencia— es un comportamiento anormal de los seres humanos y los animales. El nombre de la diosa no se conservó completo. Se propone ser la deidad Šagar, mencionada más adelante en el texto, o la deidad solar Shamash (o Šapaš), cuya forma femenina está atestiguada en Ugarit. Los dioses se llaman אלהן (ʾlhn - Elohim) y שדין (šdyn - Shaddain). La mención del epíteto divino šdy es interesante porque también aparece en la Biblia hebrea, especialmente en el Libro de los Números, donde el profeta Balaam se presenta como alguien que tiene visiones de Shadday. El grupo II de la inscripción es más difícil de leer, ya que no se ha podido reconstruir completamente ninguna línea. Este pasaje describe un tipo de ritual cuya interpretación es delicada.
Toda la inscripción es un texto literario cuidadosamente copiado por un escriba. La composición del texto original puede ser uno o dos siglos más antigua que la copia encontrada en Deir Alla. Esta hipótesis explicaría las peculiaridades de la lengua para un texto fechado en el siglo VIII a. C. Estas inscripciones atestiguan la existencia de una tradición literaria aramea en torno al personaje de Balaam de la que los escritores bíblicos eran conscientes. Los escribas israelitas integraron a este personaje en su propia tradición literaria, haciendo que Balaam profetizara a favor de los israelitas, aunque el contenido de la inscripción de Deir Alla no tenga ninguna relación con las acciones de Balaam en el relato bíblico.